# 北村うるか
北村 うるか（きたむら うるか、1979年8月1日 - ）は、日本の元AV女優・元ストリッパー。イオンプロモーションに所属していた。
東京都出身。なお、1980年生まれとするプロフィールもある。趣味はカラオケ、詩を書くこと、ショッピング。特技は似顔絵、書道、ダンス。

## 略歴
2000年6月に写真集を出版し、同月に『美惑エンジェル』（h.m.p）でAV女優としてデビュー。同年7月21日には、川崎ロック座でストリッパーとしてデビュー。
翌2001年11月30日、ナニワミュージックの公演を最後にストリップを引退。AV女優も引退している。

## エピソード
- 宮澤ゆうなや吉川みなみと共にのりノリ天国にも出演、水着姿を披露した。

## 作品

### アダルトビデオ
- 美惑エンジェル（2000年5月31日、h.m.p）
- 恋してfuck me!（2000年6月30日、h.m.p）
- バスト・エクスタシー ふしだら爆乳（2000年7月22日、h.m.p）
- 発情コスプレ恥態 敏感ねんまく（2000年8月28日、h.m.p）
- ぐちょぐちょハニー 私はオナペット（2000年9月23日、h.m.p）
- 恋乳（れんにゅう）美乳女子校生の性春日記（2000年10月22日、h.m.p）
- 幼な妻のはみ乳エプロン（2000年11月30日、h.m.p）
- コスプレっ娘・うるか（2000年12月22日、h.m.p）
- 爆乳ピンク（2001年1月22日、h.m.p）
- 人間発電所（2001年2月21日、h.m.p）
- 逆ソープ天国（2001年3月23日、アリスJAPAN）
- 女尻（2001年4月20日、アリスJAPAN）
- 全裸パコパコ（2001年5月1日、MOODYZ）共演：後藤まみ
- 人間発電所→制御不能←（2001年5月22日、h.m.p）他出演：朝倉まりあ、蒲川リサ
- FIRST IMPRESSION（2001年6月1日、MOODYZ）
- 暴行ヒストリー・5犯（2001年6月22日、h.m.p）他出演：森野いずみ、沖遥、遠野春希、上原優奈
- Angel（2001年8月9日、アイデアポケット）
- ボディチャレンジャー（2001年9月1日、MOODYZ）
- ぷるぷるちゃんねる（2001年11月1日、MOODYZ）
- 淫乱 変態 90分!!!（2001年11月22日、h.m.p）他出演：安里祐加、梶田さくらほか
- HAPPY HOLYDAY（2001年12月1日、MOODYZ）
- コスプレ全ファック10人娘×100分スペシャル（2001年12月22日、h.m.p）他出演：森野いずみ、南あみほか
- Happy Date 北村うるか (2001年12月27日、ワンズファクトリー)
- 巨乳遊戯（2002年1月1日、MOODYZ）
- 逆ソープ天国貸切スペシャル 6（2002年6月14日、アリスJAPAN）他出演：夢野まりあ、鮎川あみ、上村ひなほか ※総集編
- 巨乳雌豚飼育（2002年6月15日、MOODYZ）
- フェロモンむんむんお姉さん 騎乗位特集（2002年7月15日、MOODYZ）他出演：夕樹舞子、夢野まりあ、吉野サリー、吉井美希、渡瀬晶、鈴木麻奈美、沢木まゆみ、岡崎美女ほか ※総集編
- 巨乳スローモーション（2002年7月15日、MOODYZ）他出演：夢野まりあ、望月ねね、聖さやかほか ※総集編
- 美脚長脚フェチ（2002年8月1日、MOODYZ）他出演：渡瀬晶、鈴木麻奈美、清水かおり、沢木まゆみほか ※総集編
- 女尻クライマックス 6（2002年8月9日、アリスJAPAN）他出演：ひろせまなつ、岡田りな、田原あゆみ、鮎川あみ ※総集編
- 逆ソープ天国スペシャルエレクト 5（2002年9月27日、アリスJAPAN）他出演：夢野まりあ、鮎川あみ、上村ひなほか ※総集編
- 背の高いお姉さんは好きですか?（2002年10月1日、MOODYZ）他出演：渡瀬晶、鈴木麻奈美、国府田ひとみ、井上千尋ほか ※総集編
- 絶頂クライマックス（2002年11月1日、MOODYZ）他出演：夕樹舞子、夢野まりあ、吉野サリー、鈴木麻奈美、清水かおり、小沢まどか、岡田りな、新山愛里 ※総集編
- Back! Hip! Fuck!（2002年11月15日、MOODYZ）他出演：吉野サリー、吉井愛美、渡瀬晶、零忍、小沢まどか、音咲絢、岡田りな、及川奈央ほか ※総集編
- 有名単体女優25人のオナニーばっかり集めました。（2002年12月15日、MOODYZ）他出演：夕樹舞子、吉野サリー、吉井愛美、渡瀬晶、鈴木麻奈美、清水かおり、沢木まゆみ、零忍ほか ※総集編
- 和の誘い（2002年12月15日、MOODYZ）他出演：上原里香、小沢まどか、新山愛里、仲西さやかほか ※総集編
- ショートカットの女の子（2003年1月1日、MOODYZ）他出演：渡瀬晶、篠原まこと、零忍、三浦あいかほか ※総集編
- 大乱交（2003年2月15日、MOODYZ）他出演：夢野まりあ、山咲あかり、うちだまひろ、清水かおり、沢木まゆみ、冴嶋みどり、紋舞らんほか
- 爆乳ロデオドライブ（2003年2月15日、MOODYZ）他出演：吉野サリー、吉井愛美、渡瀬晶、うさだひかる、上原里香、千夏ほか ※総集編
- 青姦天国（2003年3月1日、MOODYZ）他出演：うさだひかる、及川奈央、森野いずみ、三浦あいか、ひろせまなつ、金沢文子ほか ※総集編
- AVナースステーション（2003年3月15日、MOODYZ）他出演：鈴木麻奈美、零忍、岡田純菜、後藤えり子ほか ※総集編
- Angel Premium Vol.4（2003年4月8日、アイデアポケット）他出演：岡崎美女、琴野まゆ、若林樹里、相沢優香ほか
- MOODYZ女優コレクション 2（2003年4月15日、MOODYZ）他出演：渡瀬晶、鈴木くるみ、篠原まこと、椎名真希、小沢まどか、岡田りな、桜井風花ほか ※総集編
- 女社長丹羽ひとみが選ぶお気に入り作品集（2003年4月15日、MOODYZ）他出演：鈴木麻奈美、小沢まどか、紋舞らん、三浦あいか、笠木忍ほか ※総集編
- ブルマ・体操服・スクール水着（2003年5月15日、MOODYZ）他出演：吉井愛美、鈴木くるみ、新山愛里、森野いずみほか ※総集編
- フェラチオBEST（2003年6月1日、MOODYZ）他出演：うさみ恭香、桜井風花、零忍、岡田りな、川村智花、星崎未来ほか ※総集編
- Angel HYPER 女子校生編 2（2003年7月8日、アイデアポケット）他出演：白川なる美、広末奈緒、堤さやか、上原里香、星崎未来ほか ※総集編
- Angel HYPER 夏娘編（2003年8月8日、アイデアポケット）他出演：新山愛里、長瀬愛、三咲まおほか ※総集編
- CLUB DANCER ～クラブで踊る女たち～（2003年10月1日、MOODYZ）他出演：澤宮有希、泉星香、後藤まみ
- Angel HYPER 巨乳編 3（2003年10月8日、アイデアポケット）他出演：井上千尋、川村智花、吉村すもも、深芳野ほか ※総集編
- Angel HYPER 特濃ザーメンセレクション（2003年10月8日、アイデアポケット）他出演：岡崎美女、新山愛里、星崎未来、相沢優香ほか ※総集編
- おっぱい1000個コレクション②（2003年10月15日、MOODYZ）他出演：吉村すもも、鈴木麻奈美、篠原まこと、南波杏、森野いずみ、ひろせまなつ、藤森エレナほか ※総集編
- トリプルボインスレンダー（2003年10月15日、MOODYZ）他出演：綾瀬ルリ、琴乃夕夏ほか ※総集編
- MOODYZ3周年記念作品集（2003年11月1日、MOODYZ）他出演：吉永ゆりあ、吉井愛美、渡瀬晶、橘未稀、鈴木麻奈美、篠原まこと、清水かおり、大空あすかほか ※総集編
- 露出BEST（2003年11月15日、MOODYZ）他出演：佐々木空、ひろせまなつ、小泉麻由ほか ※総集編
- 巨乳BEST（2003年12月1日、MOODYZ）他出演：湯川えり、吉村すもも、上原里香、桜井風花、中野千夏、紋舞らんほか ※総集編
- まんぐり返しBEST（2003年12月15日、MOODYZ）他出演：遊佐七海、吉村すもも、吉井愛美、渡瀬晶、うさみ恭香、橘未稀、桜このみ、小沢まどかほか ※総集編
- 乳凌辱BEST（2004年10月15日、MOODYZ）他出演：小川音子、一色志乃、星ありす、星川ヒカル、彩名杏子ほか ※総集編

### イメージビデオ
- マシュマロ（2000年6月、英知出版）

## 写真集
- うるかURUKA癒しの美巨乳天使（2000年6月、バウハウス）

## 出演

### テレビ番組
- BEAT BANG（テレビ東京）